# Pudlovna

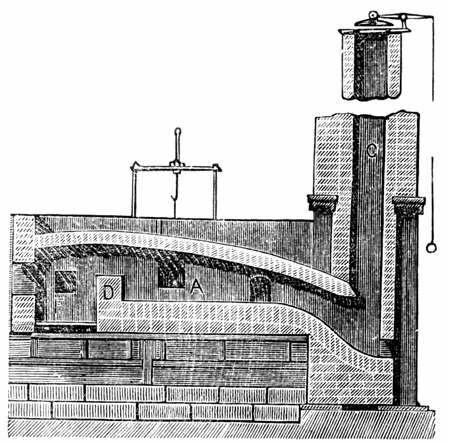
Schéma pudlovací pece

Pudlovna (přes něm. puddeln z angl. puddle pův. míchat maltu, mícháním tekuté litiny odnímat uhlík) je metalurgický provoz, kde se provádí pudlování,
 tj. historický výrobní postup zkujňování surového železa v pudlovacích pecích plamenného typu.
V Čechách byl Fürstenberky v Roztokách vybudován železářský komplex se šesti pudlovacími pecemi, válcovnou plechu a drátu, který pracoval až do roku 1903.

## Princip pudlování
Surové železo z vysokých pecí má vysoký obsah uhlíku asi 3,0–4,3 % a je možno ho zpracovat pouze odléváním, protože je křehké. Požadovaný produkt zkujňování, ocel, má obsah uhlíku méně než 2,14 %. Je tedy nutné přebytečný uhlík odstranit. To se dělalo ve výhních nebo v ležatých pecích tzv. dýmačkách, což bylo zdlouhavé a nevýnosné. V druhé polovině 18. století byla zvýšena produkce surového železa využitím koksu ve vysokých pecích a došlo také k pokroku při zkujňování, tedy výrobě oceli. Angličané P. Onion (1783) a H. Cort (1784) vynalezli nezávisle způsob zkujňování v plamenné peci – v pudlovně. Cortův způsob se v praxi všeobecně ujal a byl vylepšen roku 1835 Tunnerem.
Surové železo se zahřálo v pudlovací peci. Ta byla vytápěna uhlím, později koksem, a byla opatřena vyzdívkou obsahující oxidy železa, které reagovaly s uhlíkem v železe a oxidovaly ho. Oxidy železa se také přidávaly jako struskotvorné přísady. Plamen s přebytkem vzduchu šlehal nad otevřenou hladinou taveniny v mělké jímce (nístěji). Tím se přebytečný uhlík obsažený v železe za vysokého žáru spaloval. Aby se uhlíku zbavila celá lázeň, muselo se železo ručně dlouhými tyčemi promíchávat (odtud název pudlování). Tím jak ubývalo uhlíku v roztaveném kovu, docházelo ke změně bodu jeho tuhnutí (litina má nižší bod tuhnutí než ocel). Tavenina začala houstnout a objevovaly se v ní tuhé kusy, nazývané vlky. Ty obsahují kujné železo s nízkým obsahem uhlíku. Taviči je pomocí háků vytahovali a tyto vlky se potom zpracovávaly na hamrech nebo ve válcovnách na pruty, tyče, profily nebo plechy. Případně se polotovary kovářsky svářely, tj. překládaly přes sebe, paketovaly a válcováním za červeného žáru, nebo zpracováním na hamru se spojily. Kovářským zpracováním se odstranily zbytky strusky a zjemnila se struktura oceli. Zároveň se krystaly železa zorientovaly a došlo ke zvýšení pevnosti. Pevnost ovšem byla rozdílná v různých směrech. Vznikala tak tzv. svářková ocel, která má vrstevnatou strukturu a různou pevnost v různých směrech, což je způsobeno mechanickým způsobem zpracování (přeplátování, paketování) a především tím, že při zkujňování nedojde k úplnému roztavení oceli – srovnej plávková ocel.

## Produkce
Svářková ocel byla až do konce 19. století nejpoužívanějším typem oceli, zejména ve stavebnictví. Byla vyráběna tyčová a profilová ocel, plechy a dráty, ale i nástroje. Bylo z ní postaveno nespočetně mostů, mezi jinými bývalý Dombrücke v Kolíně, viadukt Garabit nebo Ponte Maria Pia a Ponte Dom Luís I v Portu. Také ve své době nejvyšší stavba světa, Eiffelova věž, byla postavena z dílů vyrobených ze svářkové oceli.
Od konce 19. století začíná převládat výroba plávkové oceli v konvertorech, Siemens-Martinských pecích, a jinými modernějšími metodami.

## V kultuře

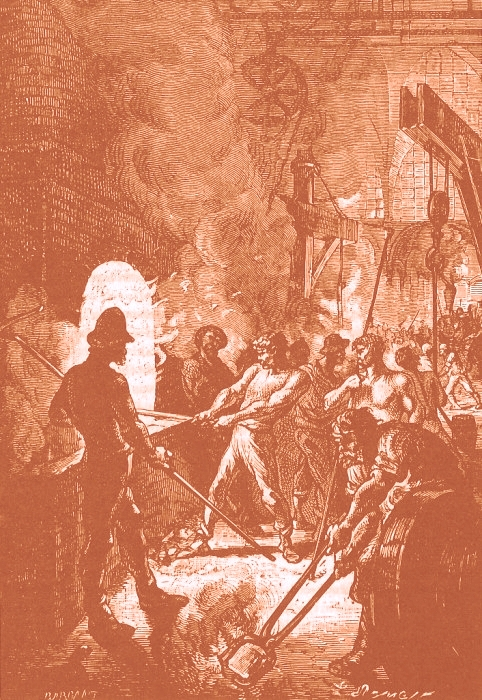
Původní ilustrace epizody pudlování Vernova románu Ocelové město z roku 1878

Ohromná pudlovna s padesáti pecemi v řadě je dějištěm jedné epizody románu Ocelové město Julese Verna. Autor uvádí i poměrně podrobný popis způsobu práce.